# ドイツ取引所
ドイツ取引所（ドイツとりひきじょ、ドイツ語: Deutsche Börse AG）は、フランクフルト証券取引所の運営および関連する金融サービスの提供を行う企業。登記上の本店をフランクフルト・アム・マインに、実質的な本社機能をエシュボルンに置く。企業としての正式名称はDeutsche Börse AG（ドイツ取引所株式会社）であるが、通称としてDeutsche Börse Group、Gruppe Deutsche Börse（ドイツ取引所グループ）の呼称を用いている。フランクフルト証券取引所上場企業（FWB: DB1）。

## 沿革

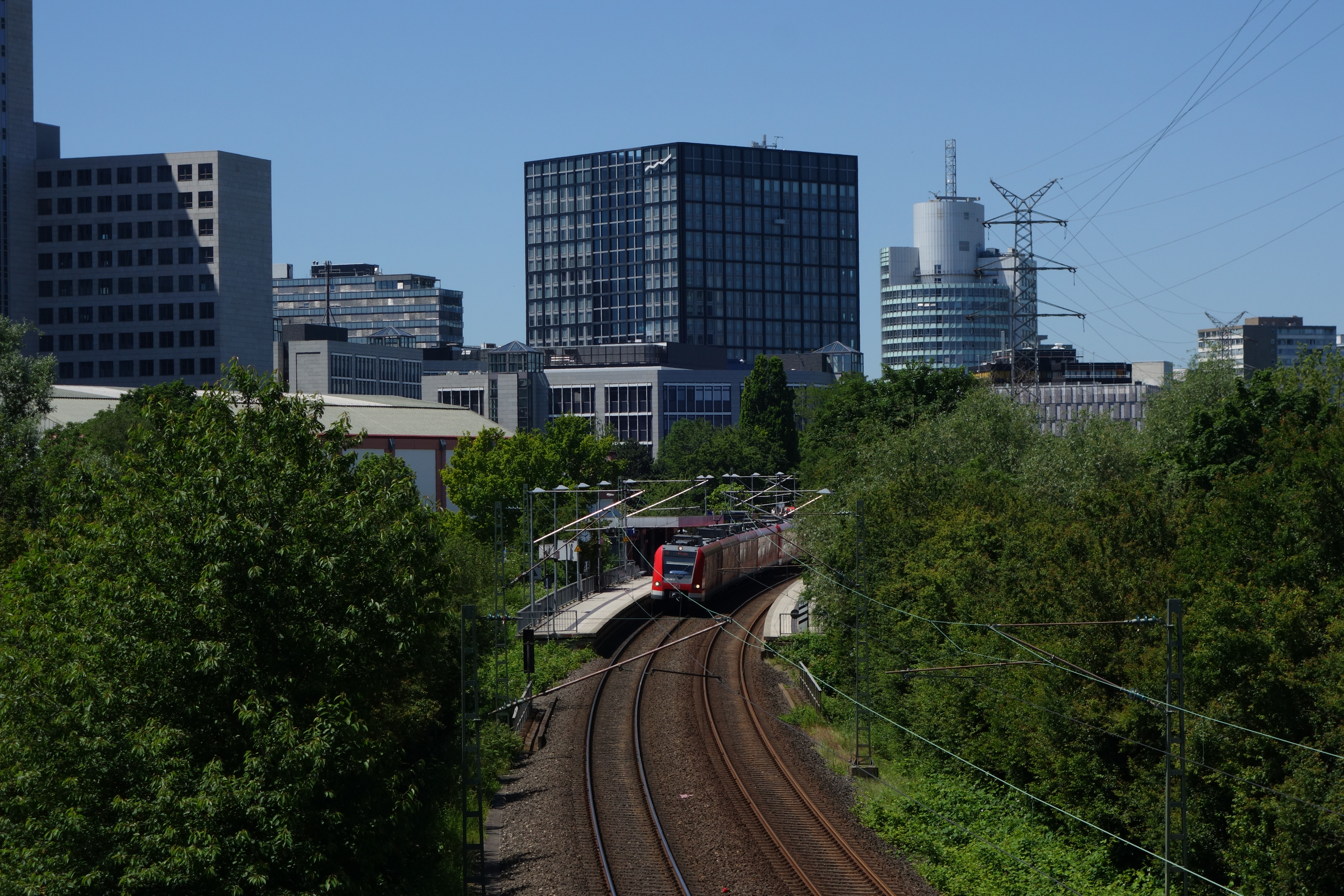
エシュボルンの本社（Deutsche Börse Cube、中央のビル）

ドイツ国内には、フランクフルト・アム・マイン、ハンブルク、ミュンヘン、デュッセルドルフ、ハノーファー、シュトゥットガルト、ベルリン（2つ）の各都市に合計8つの証券取引所があり、運営は各証券取引所により独立して行われてきた。このうち最大の規模を持つフランクフルト証券取引所の運営は、長くFrankfurter Wertpapierbörse AG（Wertpapierbörseは「証券取引所」の意）によって行われてきたが、1992年12月、同社はDeutsche Börse AGへと社名を変更した。2001年、自ら株式を上場し、2002年にドイツ株価指数（DAX）の構成銘柄となった。2010年に本社をフランクフルト・アム・マインからエシュボルンの高層ビル「Deutsche Börse Cube」に移転した。なお、現在の社名に変更後も、ドイツ国内のフランクフルト以外の証券取引所の運営とは関係がない。
ドイツ取引所は1990年代以降、企業買収や子会社の設立により、金融サービス企業としての強化を行っている。1997年にクセトラの稼働を開始、1998年にEUREXを設立、2002年にルクセンブルクを本拠とするクリアストリームの買収を完了、2015年にSTOXXを完全子会社化した。2000年代以降、ロンドン証券取引所やNYSEユーロネクストとの経営統合が検討されてきたが、実現していない。2016年にロンドン証券取引所グループとの経営統合交渉が報道されたが、2017年欧州連合が承認せず阻止された。2020年11月、アメリカの議決権行使助言会社であるインスティテューショナル・シェアホルダー・サービシーズ（ISS）の株式の80％を買収することを発表した。

## スポンサー
2005年以降、ヨーロッパで展示・出版され現代写真に貢献した写真家を表彰するドイツ取引所写真財団賞（Deutsche Börse Photography Foundation Prize）の主要スポンサーとなっている。